# Liste der Naturdenkmale in Asperg
| Naturdenkmale | Anzahl |
| ------------- | ------ |
| FND           | 3      |
| END           | 6      |
| Gesamt        | 9      |

Die Liste der Naturdenkmale in Asperg nennt die verordneten Naturdenkmale (ND) der im baden-württembergischen Landkreis Ludwigsburg liegenden Gemeinde Asperg. In Asperg gibt es insgesamt neun als Naturdenkmal geschützte Objekte, davon drei flächenhafte Naturdenkmale (FND) und sechs Einzelgebilde-Naturdenkmale (END).

## Flächenhafte Naturdenkmale (FND)
| Name                      | Bild | Kennung     | Einzelheiten | Position | Fläche Hektar | Datum |
| ------------------------- | ---- | ----------- | ------------ | -------- | ------------- | ----- |
| Feuchtgebiet „Altach“     |      | 81180030003 |              | ⊙        | 1             | 1989  |
| Feuchtgebiet „Lochwiesen“ |      | 81180030002 |              | ⊙        | 0,6           | 1989  |
| Kastanienreihe Asperg     | BW   | 81180030009 |              | ⊙        | 0,1           | 1993  |
| Legende für Naturdenkmal  |      |             |              |          |               |       |

## Einzelgebilde (END)
| Name                           | Bild | Kennung     | Einzelheiten | Position | Fläche Hektar | Datum |
| ------------------------------ | ---- | ----------- | ------------ | -------- | ------------- | ----- |
| 1 Roßkastanie                  | BW   | 81180030005 |              | ⊙        | 0             | 1989  |
| 1 Sommerlinde „Franzosenlinde“ | BW   | 81180030001 |              | ⊙        | 0             | 1989  |
| 1 Stieleiche                   | BW   | 81180030004 |              | ⊙        | 0             | 1989  |
| 1 Stieleiche                   | BW   | 81180030007 |              | ⊙        | 0             | 1989  |
| 1 Wellingtonie                 | BW   | 81180030006 |              | ⊙        | 0             | 1989  |
| 2 Maulbeerbäume                | BW   | 81180030008 |              | ⊙        | 0             | 1993  |
| Legende für Naturdenkmal       |      |             |              |          |               |       |